# Soulive
Soulive je americké jazzové a funkové trio pocházející z Woodstocku v New Yorku. Skupinu tvoří Eric Krasno (kytara), Alan Evans (bicí) a Neal Evans (varhany, klávesy). Přestože skupina vznikla jako trio, v různých obdobích s ní vystupovali další hudebníci, byli to: Sam Kininger (saxofon), Rashawn Ross (trubka), Ryan Zoidis (saxofon) a Toussaint Yeshua (zpěv). Své první album nazvané Get Down! kapela vydala v roce 1999 na značce Velour Recordings. Později vydala řadu dalších alb.